# Apatin
Apatin (sâr. Апатин, germ. Abthausen) este un oraș și o municipalitate în regiunea Bačka de Vest din Voivodina (Serbia). Are o populație de 32.813 locuitori. Dintre aceștia 1.191 sunt de etnie română (3,62%).
Până în 1945 majoritatea covârșitoare a populației era alcătuită din șvabi bănățeni. La Apatin funcționează cea mai mare fabrică de bere din Serbia, întemeiată în 1756. Berea produsă aici a fost cunoscută până în 1945 sub numele de "Hirsch Bier", fiind redenumită apoi în "Jelen Pivo".
Vezi și: Localități din Voivodina cu comunități importante de români